# Aurseulles
Aurseulles – gmina we Francji, w regionie Normandia, w departamencie Calvados. W 2013 roku liczba ludności wynosiła 1947 mieszkańców.
Gmina została utworzona 1 stycznia 2017 roku z połączenia czterech ówczesnych gmin: Anctoville, Longraye, Saint-Germain-d’Ectot oraz Torteval-Quesnay. Siedzibą gminy została miejscowość Anctoville.